# Sylvioidea
Sylvioidea (лат.) — это надсемейство воробьинообразных птиц, входящее в состав инфраотряда Passerida из подотряда певчих воробьиных (Passeri). Включает в себя большое количество видов из 23 семейств.

## Классификация
Благодаря многим генетическим исследованиям, проведённым в последнее время, классификация внутри надсемейства несколько изменилась. Семейство тимелиевых (Timaliidae) фактически включает 5 групп, которые учёные возводят в ранг самостоятельных семейств :  Leiothrichidae, Pellorneidae, Timaliidae, Sylviidae и Zosteropidae. Некоторые роды, такие как никаторы, показали отдалённое родство с другими родами, по этой причине теперь они выделены в собственные семейства.
В итоге получилось 23 семейства:
- Семейство Acrocephalidae — Камышовковые, или камышевковые
- Семейство Aegithalidae — Длиннохвостые синицы
- Семейство Alaudidae — Жаворонковые
- Семейство Bernieridae
- Семейство Cettiidae
- Семейство Cisticolidae — Цистиколовые
- Семейство Donacobiidae
- Семейство Erythrocercidae
- Семейство Hirundinidae — Ласточковые
- Семейство Hyliidae
- Семейство Leiothrichidae — Комичные тимелии
- Семейство Locustellidae — Сверчковые
- Семейство Macrosphenidae — Африканские славки
- Семейство Nicatoridae
- Семейство Panuridae — Усатые синицы
- Семейство Pellorneidae — Земляные тимелии
- Семейство Pnoepygidae
- Семейство Phylloscopidae — Пеночковые
- Семейство Pycnonotidae — Бюльбюлевые
- Семейство Scotocercidae — Скотоцерковые
- Семейство Sylviidae — Славковые
- Семейство Timaliidae — Тимелиевые
- Семейство Zosteropidae — Белоглазковые